# Marco Marsullo
Marco Marsullo (Napoli, 6 febbraio 1985) è uno scrittore italiano.

## Biografia
Nel 2009 pubblica il suo primo libro Ho Magalli in testa ma non riesco a dirlo (Noubs Edizioni), raccolta di racconti dai temi per lo più surreali e grotteschi.
Il 22 gennaio 2013 pubblica il suo romanzo d'esordio, Atletico Minaccia Football Club (Einaudi Stile Libero), che riceve nello stesso anno il Premio Hermann Geiger Opera prima e viene tradotto nei Paesi Bassi.
Nel giugno del 2014 pubblica il suo secondo romanzo, L'audace colpo dei quattro di Rete Maria che sfuggirono alle Miserabili Monache (Einaudi Stile Libero). Nell'ottobre dello stesso anno pubblica, nella collana Contromano, Dio si è fermato a Buenos Aires (Laterza Editore), scritto insieme a Paolo Piccirillo.
Il 15 settembre del 2015 esce in libreria il suo terzo romanzo: I miei genitori non hanno figli (Einaudi Stile Libero), finalista al Premio Zocca, al Premio letterario città di Rieti e al Premio Badia.
Il 19 maggio del 2016 esce in libreria il suo quarto romanzo: Il tassista di Maradona (Rizzoli), tradotto in Spagna e in tutto il Sud America, per l'editore Altamarea.
Il suo quinto romanzo si intitola Due come loro (Einaudi Stile Libero), in libreria dal 20 marzo 2018.
Il 22 ottobre del 2019 esce in libreria L'anno in cui imparai a leggere (Einaudi Stile Libero).
Nell'aprile del 2022 pubblica Tutte le volte che mi sono innamorato (Feltrinelli).
Il 10 settembre 2024 esce Provaci ancora, mister Cascione (Feltrinelli), la seconda storia con protagonista Vanni Cascione dopo Atletico Minaccia Football Club, stavolta ambientata nel mondo del calcio femminile .
Collabora come editorialista alla Gazzetta dello Sport e al Corriere del Mezzogiorno.

## Opere

### Romanzi
- Atletico Minaccia Football Club, Torino, Einaudi, 2013 ISBN 978-88-06-20708-3.
- L'audace colpo dei quattro di Rete Maria che sfuggirono alle Miserabili Monache, Torino, Einaudi, 2014 ISBN 978-88-06-21888-1.
- Dio si è fermato a Buenos Aires, Roma-Bari, Laterza, 2014 ISBN 978-88-581-1460-5.
- I miei genitori non hanno figli, Torino, Einaudi, 2015 ISBN 978-88-06-22508-7.
- Il tassista di Maradona, Milano, Rizzoli, 2016 ISBN 978-88-17-07869-6.
- Due come loro, Torino, Einaudi, 2018 ISBN 978-88-58-42700-2.
- L'anno in cui imparai a leggere, Torino, Einaudi, 2019, ISBN 978-8806242398.
- Tutte le volte che mi sono innamorato, Milano, Feltrinelli, 2022, ISBN 978-8807034923.
- Provaci ancora, mister Cascione, Milano, Feltrinelli, 2024, ISBN 9788807036125.

### Racconti
- Ho Magalli in testa ma non riesco a dirlo, Chieti, Noubs, 2009 ISBN 978-88-87468-80-9

### Antologie
- Nessuna più: quaranta scrittori contro il femminicidio di AA. VV. a cura di Marilù Oliva, Roma, Elliott, 2013 ISBN 978-88-6192-341-6.